# Georges Courtès (homme politique)
Pour l'astronome, voir Georges Courtès.
Georges Courtès, né le 7 mars 1941 à Gazaupouy (Gers), est un historien et homme politique français.

## Biographie
Professeur d'histoire au lycée Maréchal-Lannes de Lectoure depuis 1967, il y accomplit toute sa carrière d'enseignant.
Il s'investit dans le nouvel aménagement du musée Eugène-Camoreyt, et dans l'histoire locale, participant à plusieurs ouvrages collectifs (Histoire de Lectoure, Deux siècles d'histoire de Lectoure, Sites et monuments du Lectourois, Le Maréchal Lannes, etc). Il est l'auteur de plusieurs ouvrages sur le tourisme du Gers.
Ses nombreuses activités l'amènent à prendre part à la vie politique : maire de Larroque-Engalin de 1983 à 2020, conseiller général du canton de Lectoure de 2001 à 2015, et suppléant de la députée du Gers Gisèle Biémouret (PS) de 2007 à 2012.
Membre actif de la Société archéologique du Gers, il a publié dans le Bulletin de cette société de nombreux articles et il en est le président de 2004 à 2020, succédant à son beau-père Maurice Bordes.

## Publications
- Histoire de Lectoure (collectif), Lectoure, 1972
- La fortune du maréchal Lannes, Auch, imp. Bouquet, 1980
- Lectoure, la cathédrale Saint-Gervais et Saint-Protais, Albi, APA, 1988
- Les plus beaux villages de Gascogne, Bordeaux, éditions Sud Ouest, 1998
- Les chemins de Saint-Jacques de Compostelle, Bordeaux, éditions Sud Ouest, 1999
- Connaître les chemins de Saint-Jacques de Compostelle, Bordeaux, éditions Sud Ouest, 1999
- Gers, cœur de Gascogne, Bordeaux, éditions Sud Ouest, 2003
- Georges Courtès (dir.), Communes du département du Gers, vol. I : Arrondissement d'Auch, Auch, Société archéologique et historique du Gers, 2003, 460 p. (ISBN 2-9505900-7-1, BNF 39151085)
- Georges Courtès (dir.), Communes du département du Gers, vol. II : Arrondissement de Condom, Auch, Société archéologique et historique du Gers, 2004, 469 p. (ISBN 2-9505900-7-1, BNF 39919209)
- Georges Courtès (dir.), Communes du département du Gers, vol. III : Arrondissement de Mirande, Auch, Société archéologique et historique du Gers, 2005, 437 p. (ISBN 2-9505900-7-1, BNF 40101206)
- La Cathédrale d'Auch, Bordeaux, éditions Sud Ouest, 2007
- Visiter Auch, Bordeaux, éditions Sud Ouest, 2007
- Le Gers, dictionnaire biographique, de l'Antiquité à nos jours, sous la direction de Georges Courtès, Auch, Société archéologique du Gers, 2e éd., 2007
- L'encyclopédie du Gers, éditions Bonneton, 2009